# 67. østlige længdekreds
Den 67. østlige længdekreds (eller 67 grader østlig længde) er en længdekreds, der ligger 67 grader øst for nulmeridianen. Den løber gennem Ishavet, Asien, det Indiske Ocean, det Sydlige Ishav og Antarktis.